# 卡尔-海因茨·布瑟特
卡尔-海因茨·布瑟特（德語：Karl-Heinz Bußert，1955年1月8日—），德国男子赛艇运动员。他曾代表东德参加1976年夏季奥林匹克运动会赛艇比赛，获得男子四人双桨金牌。